# Tiefengruben (Bad Berka)
Tiefengruben is een  dorp in de Duitse gemeente Bad Berka in het landkreis Weimarer Land in Thüringen. Het dorp wordt voor het eerst genoemd in een oorkonde uit 1289. In 1994 werd het dorp toegevoegd aan de gemeente Bad Berka.